# Eider-Treene-Sorge-Radweg
Der Eider-Treene-Sorge-Radweg (kurz: ETS-Radweg) ist einer der beiden als Rundroute ausgelegten Radfernwege in Schleswig-Holstein. Auf insgesamt 165 Kilometern Länge führt der Radweg durch die vier Landkreise Nordfriesland, Schleswig-Flensburg, Dithmarschen und Rendsburg-Eckernförde. Bewirtschaftet wird er von den fünf Ämtern Arensharde, Hohner Harde, Eider, Nordsee-Treene und Kropp-Stapelholm. Von den drei namensgebenden Flüssen Eider, Treene und Sorge begleitet, führt der Eider-Treene-Sorge-Radweg durch das gleichnamige Niederungsgebiet und seine Naturschutzgebiete mit ihrer vielfältigen Flora und Fauna. Diverse als Rundrouten ausgelegte Tagestouren, die vom Eider-Treene-Sorge-Radweg wegführen, wie die Kleeblatt-Routen, die Storchen-Erlebnis-Route oder die Eider-Erlebnis-Route, geben einen umfassenden Überblick über die gesamte Region.

## Geschichte
Der Eider-Treene-Sorge-Radweg wurde 1999 im Rahmen einer Beschäftigungsförderungsmaßnahme geschaffen und auf den Spuren des alten Ochsenwegs entwickelt. Die thematische Recherche übernahmen Historiker und Biologen und so wurde daraufhin touristische Infrastruktur in Form von Schutzhütten oder Beschilderung errichtet. Zunächst hatte der Radweg die Aufgabe, die vier Städte Rendsburg, Schleswig, Husum und Heide so zu verbinden, dass die Städte sowohl in Nord-Süd und Ost-West-Richtung als auch diagonal mit dem Fahrrad erreicht werden konnten. Mit zunehmender Bedeutung von Radfahrern für den Tourismus sollten nach Vorbildern der Elbe- und Donauradwege auch in Schleswig-Holstein Radfernwege entstehen, da neben der Beschäftigung auch der Fahrradverkehr gefördert werden sollte.
Seiner naturnahen Führung verdankt der Eider-Treene-Sorge-Radweg sein authentisches Erlebnis. Die Führung über Wirtschaftswege und entlang der Flüsse bedeutete gleichzeitig Einschränkungen in der Oberflächenqualität. Die Vielzahl an Schleifen, die ursprünglich als Verbindungsstrecken zwischen den Orten gedacht waren, führten zu weiten Umwegen, immer wieder weg von den Flüssen, die er eigentlich begleiten sollte. Um mehr Bezug zu den drei Flüssen Eider, Treene und Sorge herzustellen und diese erlebbarer zu machen, wurde im Jahr 2022 der komplette Streckenverlauf untersucht und an einigen Stellen angepasst. Dies hatte den positiven Nebeneffekt, dass auch schlecht oder sehr schlecht befahrbare Streckenabschnitte geändert werden konnten. Die Ausschilderung des in diesem Zuge entwickelten neuen Routenverlaufs wird im Jahr 2024 vervollständigt.

## Verlauf
Der ETS-Radweg führt als Rundweg durch die Geest- und Marschlandschaft der Eider-Treene-Sorge-Region. Gute Startpunkt sind das Heimatmuseum oder der Bahnhof in Lunden sowie die Friedrichstadt. Von dort aus führt der Weg Richtung Nordwesten über Schwabstedt und das Schwabstedter Moor, bevor er bei Hollingstedt das historische Danewerk erreicht. Von hier geht es weiter über Wohlde nach Bergenhusen, weiter südlich gelegen. Vorbei an den Badestellen und Aussichtstürmen an der Alten Sorge führt der ETS-Radweg über die Sandschleuse bei Christiansholm bis nach Hohn und von dort weiter durch die Natur bis zur Eider-Querung bei Lexfähre. In Dithmarschen führt der Eider-Treene-Sorge-Radweg über die Orte Dellstedt, Pahlen und Delve zum nächsten Aussichtspunkt im Delver Koog. Ab hier geht es in relativer Nähe zur Eider weiter gen Westen bis nach Lunden, bevor die Eider ein weiteres Mal überquert, und Friedrichstadt erreicht wird. Der Routenverlauf ist geprägt von Wirtschaftswegen, welche die Bedeutung der Landwirtschaft für die Region widerspiegeln und sich durch ihre Beschaffenheit auch auf die Befahrbarkeit, beispielsweise mit mehrspurigen Fahrrädern oder Anhängern, auswirken. Besonders in den tiefergelegenen Abschnitten, wie nördlich des Schwabstedter Moors oder bei Tielenhemme in Dithmarschen, kommt es in Herbst und Winter häufiger zu Überschwemmungen.

## Landschaft
Auf dem Eider-Treene-Sorge-Radweg werden die Radfahrer durch das größte zusammenhängende Fluss- und Niederungsgebiet Schleswig-Holsteins geführt. Viele Moorgebiete wie das Wilde Moor bei Schwabstedt sind charakteristisch für die Region. Darüber hinaus befinden sich viele Schöpfwerke und Schleusen entlang des Weges.
Die im Zentrum des Eider-Treene-Sorge-Radwegs gelegene Landschaft Stapelholm ist besonders geprägt von alten Bauernhäusern, welche teilweise aus dem frühen 18. Jahrhundert stammen.

## Flora und Fauna
Insbesondere in den Mooren der Flusslandschaft Eider-Treene-Sorge leben zahlreiche seltene und bedrohte Tier- und Pflanzenarten. Aber auch die weitreichenden Schilfgürtel entlang der Flüsse stellen einen wichtigen Lebensraum dar.
Vor allem bekannt ist die Eider-Treene-Sorge-Region als wichtigstes Brutgebiet des Weißstorchs in Schleswig-Holstein. Fast 60 Brutpaare haben hier ihren Platz. 
Darüber hinaus dient die Flusslandschaft als Rastgebiet für den sibirischen Zwergschwan sowie als natürlicher Lebensraum für Uferschnepfen, Kiebitze, Rotschenkel oder den Großen Brachvogel. Auch Säugetiere wie der Fischotter kommen hier vor.

## Sehenswürdigkeiten und Attraktionen
Friedrichstadt-Süderstapel
- Holländerstadt Friedrichstadt
- Reetdachhäuser Seeth
- Kulturdenkmäler Fachhallenhäuser Drage

Süderstapel-Schwabstedt
- Eiderpromenade Stapel
- Beobachtungsstation Stapelholmer Sternenkiek
- Alte Eisenbahnbrücke an der Treene

Schwabstedt – Hollingstedt
- St.-Jakobi-Kirche Schwabstedt
- Lehmsieker Forst
- Wildes Moor bei Schwabstedt

Hollingstedt – Bergenhusen
- Kirche St. Nicolai Hollingstedt
- Museen Hollinghuus

Bergenhusen – Börm/Alt Bennebek
- Storchendorf Bergenhusen
- Dorfkirche Bergenhusen
- Naturbadestelle Bergenhusen
- Aussichtsturm und Naturschutzgebiet Alte Sorge-Schleife

Börm/Alt Bennebek – Föhrden/Hohn
- Naturschutzgebiet Tetenhusener Moor

Föhrden/Hohn – Lexfähre
- Naturschutzgebiet Hohner See
- Hohner Fähre
- Hartshoper Moor

Lexfähre – Tellingstedt
- Bauernwindmühle Dellstedt
- Dellstedter Birkwildmoor

Tellingstedt – Schalkholz
Schalkholz – Hennstedt
- Bargener Fähre
- Delver Koog

Hennstedt – Lunden
- Schleuse Nordfeld
- Naturerlebnisraum Wanderpark Lunden
- Lundener Niederung

Lunden – Friedrichstadt
- Heimatmuseum Lunden